# Municipio de Little Pine
El municipio de Little Pine (en inglés: Little Pine Township) es un municipio ubicado en el condado de Crow Wing en el estado estadounidense de Minnesota. En el año 2010 tenía una población de 86 habitantes y una densidad poblacional de 0,93 personas por km².

## Geografía
El municipio de Little Pine se encuentra ubicado en las coordenadas 46°46′48″N 93°51′49″O / 46.78000, -93.86361. Según la Oficina del Censo de los Estados Unidos, el municipio tiene una superficie total de 92.7 km², de la cual 89,26 km² corresponden a tierra firme y (3,71 %) 3,44 km² es agua.

## Demografía
Según el censo de 2010, había 86 personas residiendo en el municipio de Little Pine. La densidad de población era de 0,93 hab./km². De los 86 habitantes, el municipio de Little Pine estaba compuesto por el 89,53 % blancos, el 1,16 % eran afroamericanos, el 9,3 % eran de otras razas. Del total de la población el 10,47 % eran hispanos o latinos de cualquier raza.